# Igreja da Misericórdia (Melgaço)
A Igreja da Misericórdia, também denominada como Igreja da Santa Casa da Misericórdia de Melgaço ou Igreja de Santa Maria do Campo, localiza-se na atual freguesia de Vila e Roussas, município de Melgaço, Distrito de Viana do Castelo, em Portugal.

## História
Situada no coração do centro histórico de Melgaço, e primitivamente denominada como Igreja de Santa Maria do Campo, a construção da igreja remonta à Idade Média, existindo referências documentais da sua existência na vila de Melgaço datadas do século XII.
Em Dezembro de 1564, o arcebispo de Braga, Frei Bartolomeu dos Mártires, publicou um diploma que anunciava a extinção da igreja de Santa Maria do Campo, sendo instalada no local a Confraria da Misericórdia e dado o novo nome de Igreja da Misericórdia.
Ao longo dos séculos sofreu várias intervenções de reconstrução e ampliação, que alteraram a sua primitiva traça de estilo românico, adaptando-a com elementos decorativos e construtivos de diferentes estilos, referentes a cada período artístico em que ocorreram as ditas intervenções.
Em 2018, durante a visita técnica à Igreja da Misericórdia de Melgaço, a equipa do Fundo Rainha D. Leonor descobriu numa arrecadação a Bandeira Real da Santa Casa da Misericórdia de Melgaço em avançado estado de degradação, sendo totalmente restaurada pela Fundação Ricardo do Espírito Santo Silva e exposta na Igreja da Misericórdia, durante a Missa de Acção de Graças, realizada a 11 de Novembro desse mesmo ano.

## Características
Construída no século XII, a Igreja da Misericórdia é um exemplar de arquitectura religiosa, em estilo românico, com uma estrutura em cantaria e alvenaria irregular de granito, que sofreu várias adaptações ao longo dos séculos, sendo enriquecida com vários elementos arquitectónicos e decorativos do estilo barroco, maneirista e neoclássico.
Actualmente, a igreja apresenta uma planta rectangular com uma torre sineira, também de forma rectangular, adossada no lado esquerdo. Na sua fachada, adornada por um imponente portal em arco apontado, com duas arquivoltas, existe ainda ao centro um janelão envidraçado e gradeado, emoldurado com brincos de cantaria e linhas lisas, e no seu topo, rematando o edifício, uma cornija saliente com cruz no remate do acrotério, assim como dois cunhais sobrepujados por pináculos, nas suas extremidades. De lado, a fachada a norte foi alterada com a instalação de uma galilé, criada no século XVIII, e na fachada sul, ainda existem conservados dois cachorros românicos, testemunhos da anterior capela de Santa Maria do Campo.
No seu interior, destacam-se os tectos de perfil curvo, em madeira, um emblema com as armas da Misericórdia no centro do arco cruzeiro, o púlpito, as capelas de arco pleno sobre pilastras dóricas, os retábulos em talha dourada e branca, segundo o estilo maneirista e barroco, dedicados ao Senhor Preso à Coluna, do lado do Evangelho, e a Nossa Senhora das Dores, do lado da Epístola, e o retábulo-mor da capela-mor, construído no século XIX, em estilo neoclássico.
Grande parte das pinturas e trabalhos em madeira originais eram da autoria de António de Figueiroa, que pintou o púlpito, a coluna das galhetas da igreja e os retábulos, contudo em 1676, foram removidas as tábuas do antigo retábulo-mor e levadas para a Matriz da vila, sendo criados novos retábulos pelo entalhador de Valadares, Jácome de Araújo.
No seu adro, estão colocadas duas sepulturas antropomórficas medievais.

## Orago
Séc. XII-XVI - Santa Maria do Campo
Séc. XVI-actualmente - Confraria da Misericórdia

## Galeria

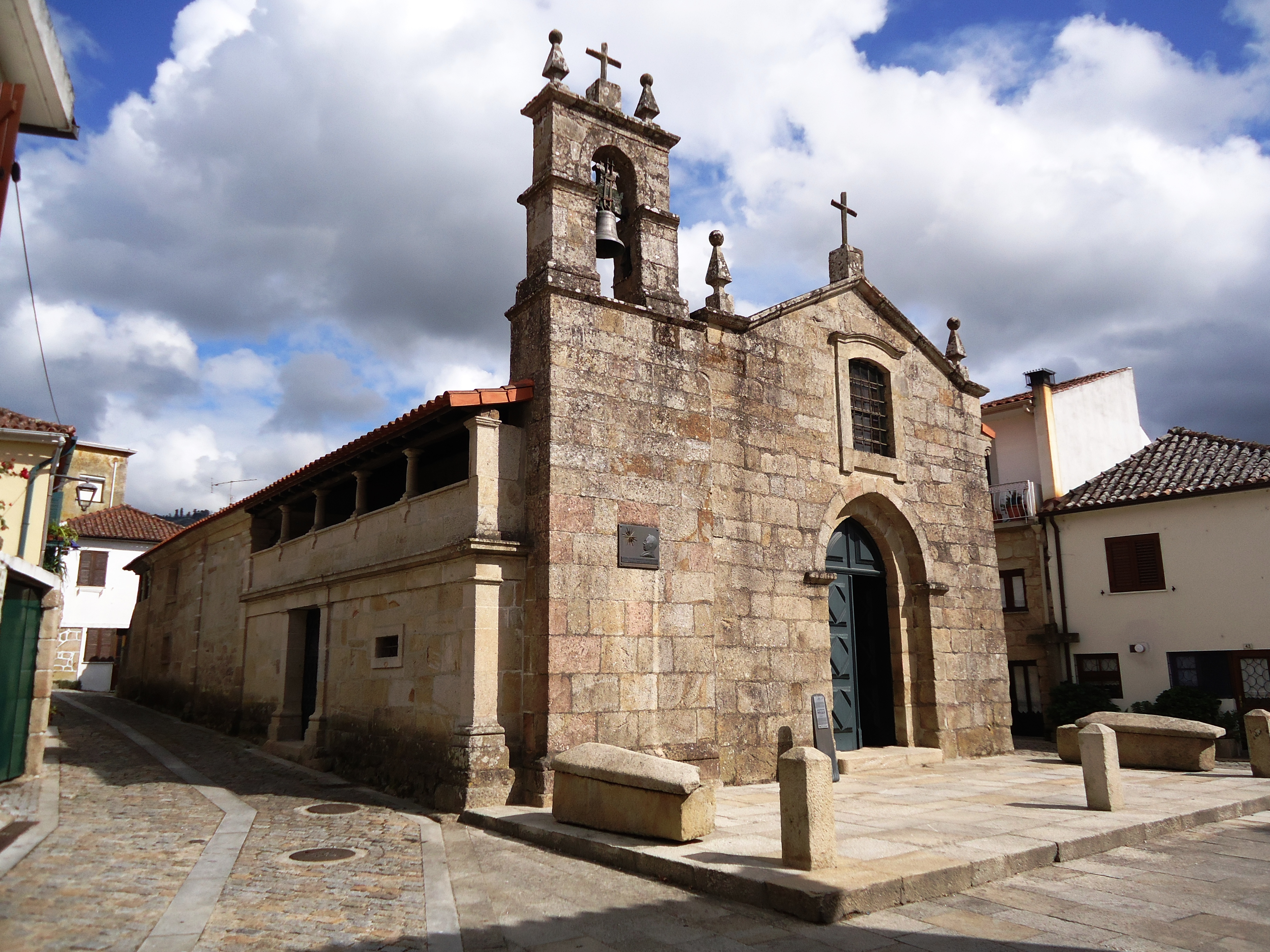
Fachada Norte e Fachada Principal
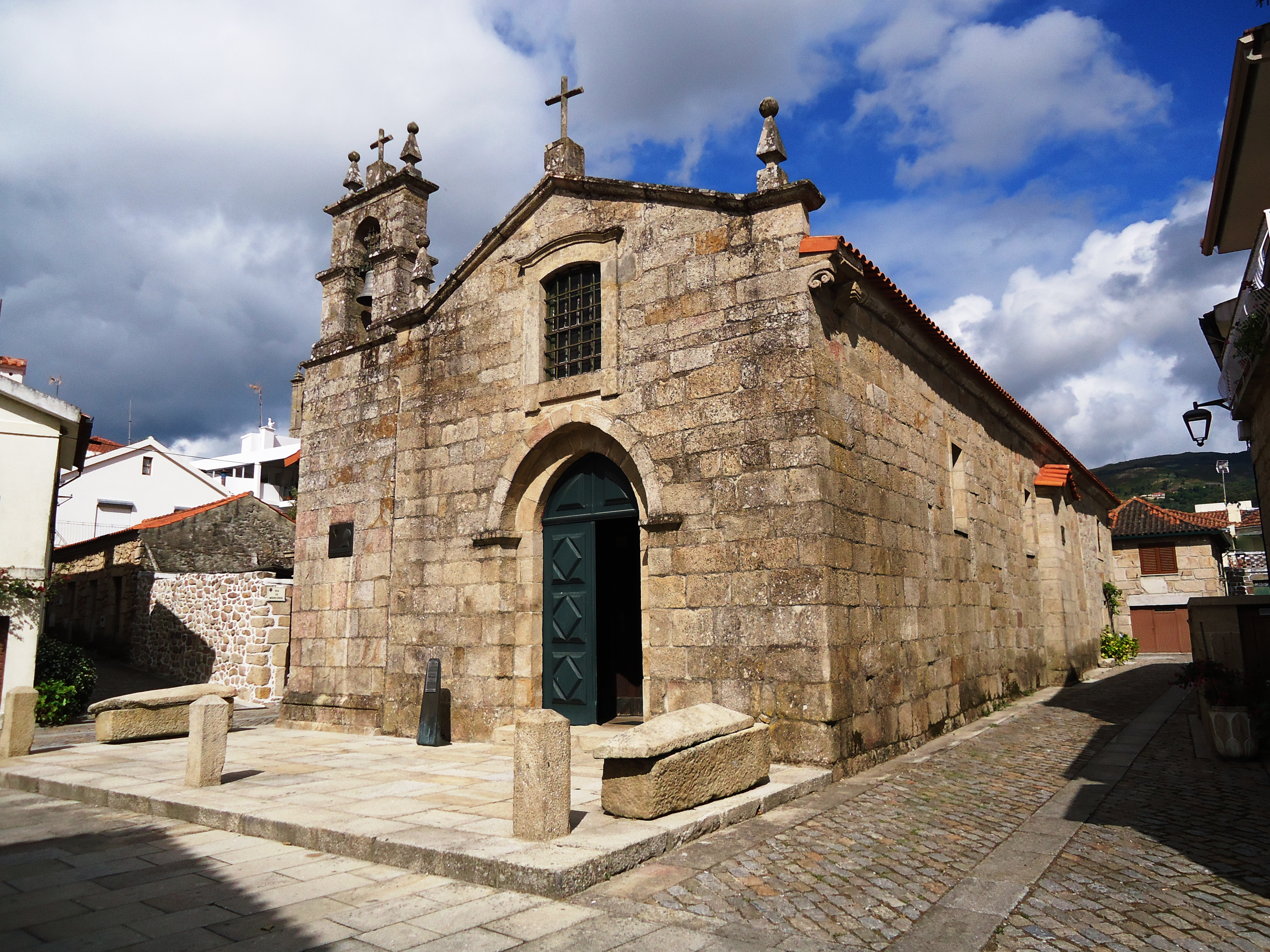
Fachada Principal e Fachada Sul
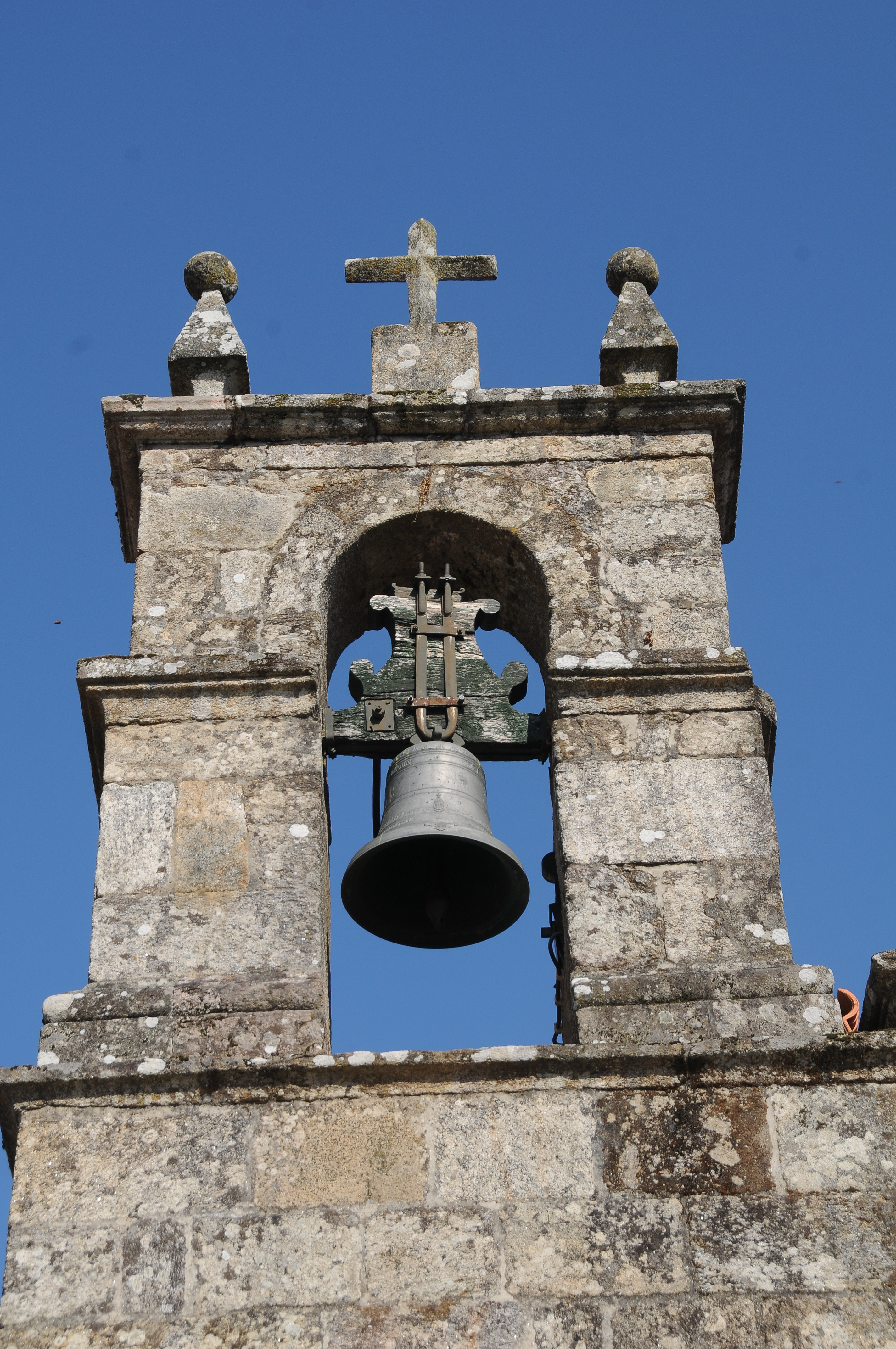
Torre Sineira